# 색녀도
《색녀도》(Amorous Woman)는 한국에서 제작된 박호태 감독의 1990년 영화이다. 김정아 등이 주연으로 출연하였고 임종구 등이 제작에 참여하였다.

## 출연

### 주연
- 김정아
- 김국현

### 조연
- 김기주
- 곽은경
- 윤일주
- 황건
- 나갑성
- 장춘언
- 문미봉
- 홍윤정
- 오영화
- 남수정
- 이경려
- 김윤태
- 한명환
- 조영이
- 신경환
- 석은영
- 장철
- 홍기영
- 홍성연
- 홍충길
- 윤세영
- 김우빈

## 기타
- 제작부장: 김석
- 촬영부: 정재승
- 촬영부: 임휘장
- 조명: 장기종
- 조명부: 신준하
- 조명부: 양승규
- 조명부: 김계중
- 조연출: 임종호
- 스크립터: 권왕례
- 분장: 이경려
- 의상: 권유진